# O Rom, går thet nu så medh tigh
O Rom, går thet nu så medh tigh är en antikrist psalm som troligen är skriven av stadssekreteraren i Stockholm, Olaf Svensson.

## Publicerad som
- Bihanget i 1536 års Swenske Songer eller wisor.
- Nr 236 i 1695 års psalmbok under rubriken "Om Antichristo".